# Chorodna metaphaeria
Chorodna metaphaeria là một loài bướm đêm trong họ Geometridae.